# Enderta
Enderta est un des 36 woredas de la région du Tigré, en Éthiopie.

## Réservoirs
Dans ce district il ne pleut que quelques mois sur l'année. Des réservoirs ont été construits pour contenir les eaux pour l'utiliser pendant la saison sèche. Les réservoirs de ce district comprennent:
| - Addi Akhor - Addi Amharay - Addi Hilo - Arato - Chichat - Hiza'iti Wedi Cheber - Imbagedo - Inda Zib'i |  | - Era Quhila - Lac Giba (under construction) - Gereb Shegal - Godew |

En général, ces réservoirs subissent une sédimentation rapide,. Une partie des eaux des réservoirs est perdue par percolation ; un effet secondaire et positif est que ces eaux contribuent à la recharge des aquifères.